# Veenpolder (Harkstede)
De Veenpolder is een voormalig waterschap in de provincie Groningen.
Het waterschap lag net ten noordwesten van Harkstede, ongeveer 400 m ten westen van de Kooilaan en ongeveer 550 m ten zuiden van de Driemerenweg. De molen stond aan de Borgsloot.
De vermelding in 1910 van het waterschap door Geertsema is het laatste bewijs van het bestaan van de polder. Door zandwinning na 1970 in het gebied, verdween de noodzaak van waterschap geleidelijk. Een deel van het gebied wordt ingenomen door het recreatiegebied het Grunopark. Waterstaatkundig gezien ligt het gebied sinds 2000 binnen dat van het waterschap Hunze en Aa's.